# Jeux équestres mondiaux de 2002
Navigation
Édition précédente Édition suivante
Les Jeux équestres mondiaux de 2002 ont été organisés en Espagne à Jerez de la Frontera. Cette édition marque l'apparition du reining en tant que septième discipline de ces jeux.

## Compteur de médailles par nations

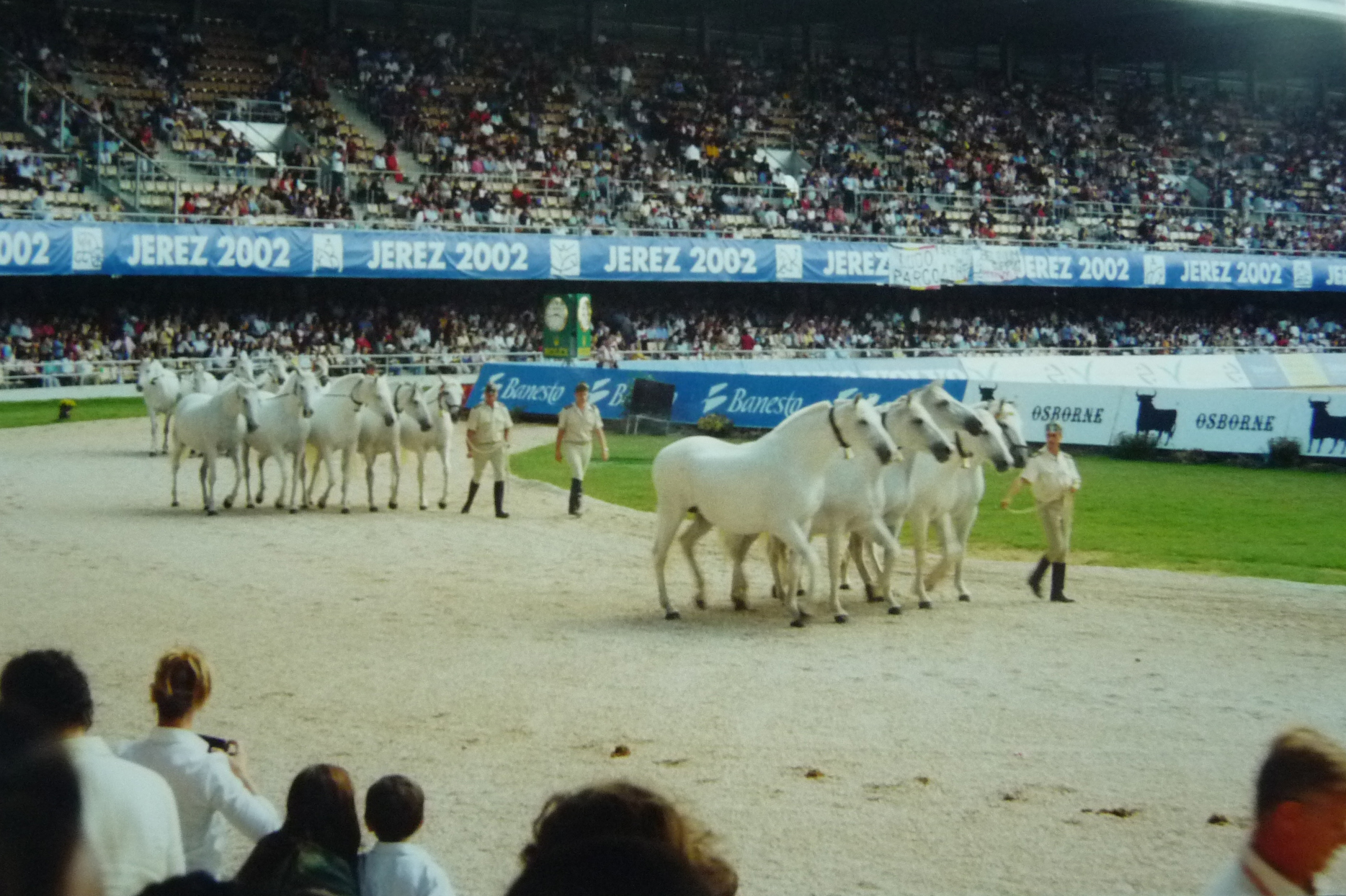
Estadio de Chapín

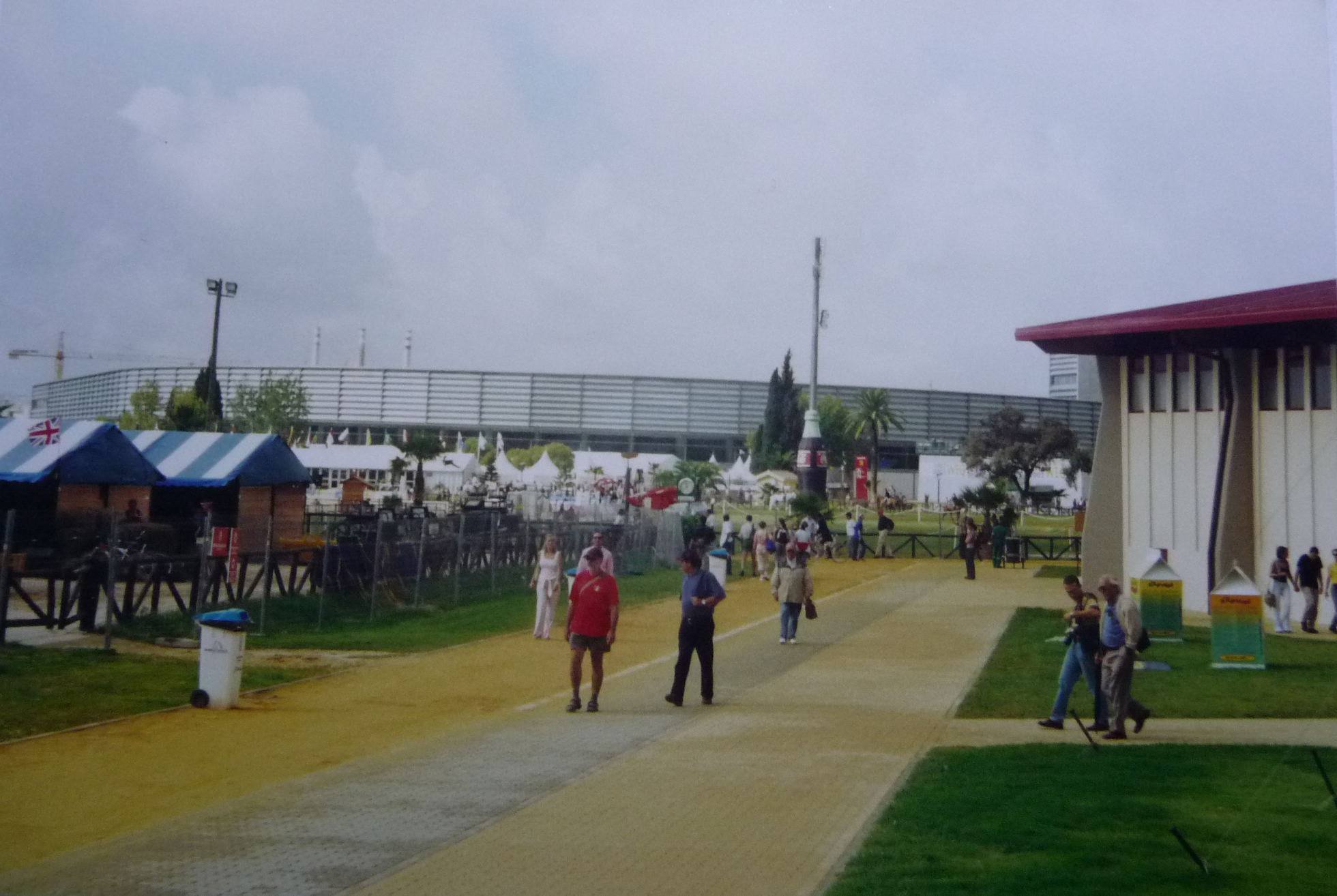
Estadio de Chapín

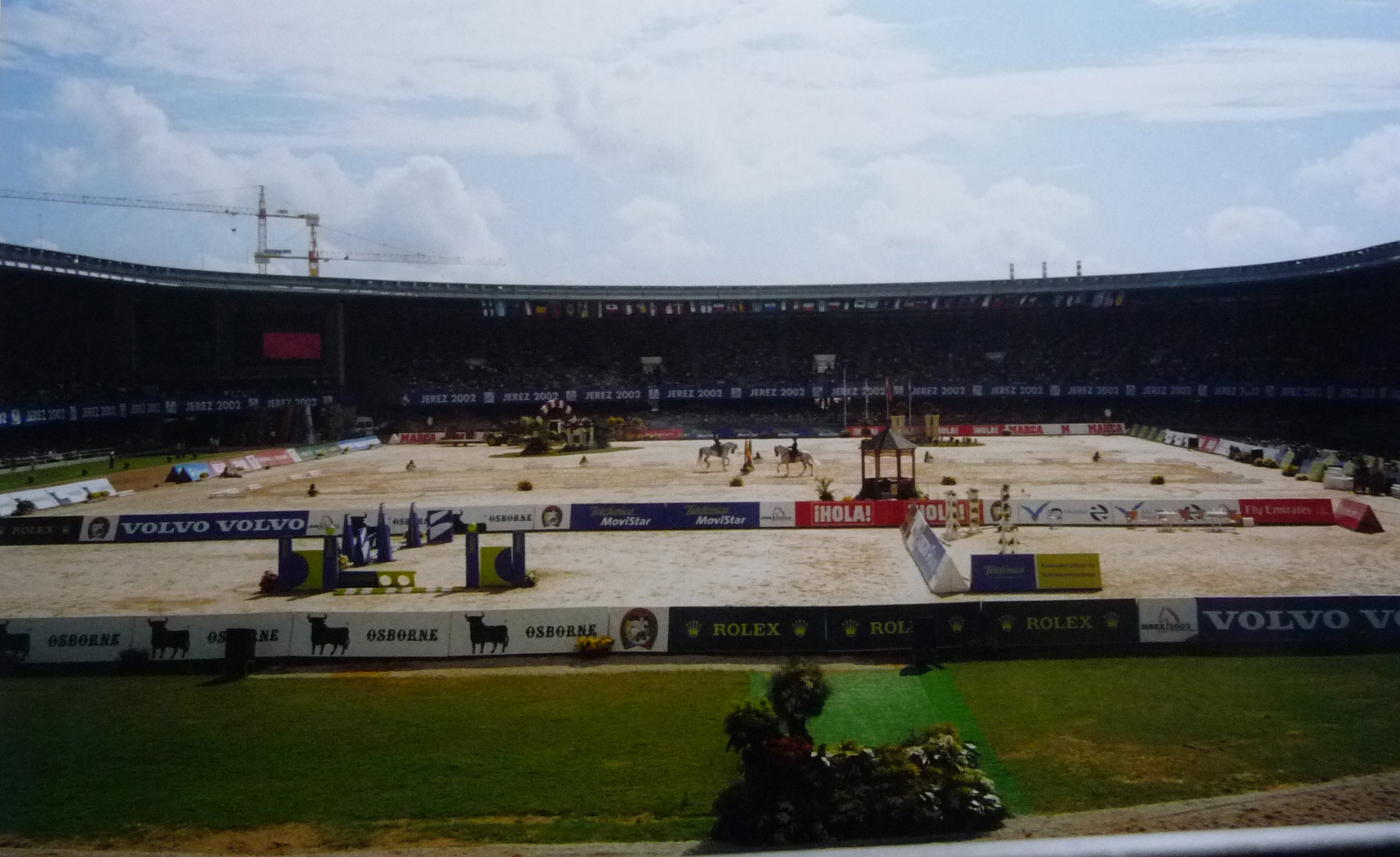
Estadio de Chapín

Quarante-cinq médailles ont été distribuées lors de cette édition des Jeux équestres.
| Rang | Nation              | Or | Argent | Bronze | Total |
| ---- | ------------------- | -- | ------ | ------ | ----- |
| 1    | Allemagne           | 4  | 2      | 3      | 9     |
| 2    | France              | 4  | 2      | 1      | 7     |
| 3    | États-Unis          | 3  | 3      | 2      | 8     |
| 4    | Pays-Bas            | 2  | 0      | 0      | 2     |
| 5    | Irlande             | 1  | 0      | 0      | 1     |
| 5    | Émirats arabes unis | 1  | 0      | 0      | 1     |
| 7    | Italie              | 0  | 2      | 1      | 3     |
| 8    | Suède               | 0  | 1      | 2      | 3     |
| 9    | Canada              | 0  | 1      | 1      | 2     |
| 9    | Espagne             | 0  | 1      | 1      | 2     |
| 9    | Royaume-Uni         | 0  | 1      | 1      | 2     |
| 12   | Danemark            | 0  | 1      | 0      | 1     |
| 12   | Suisse              | 0  | 1      | 0      | 1     |
| 14   | Australie           | 0  | 0      | 1      | 1     |
| 14   | Belgique            | 0  | 0      | 1      | 1     |
| 14   | Finlande            | 0  | 0      | 1      | 1     |

## Résultats

### Attelage
- 43 meneurs de 17 pays ont participé à cette épreuve.

| Classement | Meneur             | Pays      | Points Dressage | Points Marathon | Points maniabilité | Total Points |
| ---------- | ------------------ | --------- | --------------- | --------------- | ------------------ | ------------ |
|            | Ijsbrand Chardon   | Pays-Bas  | 34,08           | 100,22          | 0,00               | 134,3        |
|            | Christoph Sandmann | Allemagne | 41,6            | 93,97           | 0,5                | 136,07       |
|            | Tomas Eriksson     | Suède     | 43,04           | 92,63           | 5,00               | 140,67       |

| Classement | Meneurs                                       | Pays       | Total Points |
| ---------- | --------------------------------------------- | ---------- | ------------ |
|            | Ijsbrand Chardon Mark Weusthof Tom Monhemius  | Pays-Bas   | 275,00       |
|            | Tucker Johnson Chester Weber James Fairclough | États-Unis | 286,50       |
|            | Christoph Sandmann Rainer Duen Michael Freund | Allemagne  | 178,30       |

### Concours complet d'équitation
| Classement | Cavalier           | Cheval            | Pays        | Points Dressage | Points Steeple-Chase | Points Cross | Points Obstacles | Total Points |
| ---------- | ------------------ | ----------------- | ----------- | --------------- | -------------------- | ------------ | ---------------- | ------------ |
|            | Jean Teulère       | Espoir de la Mare | France      | 34.20           | 0.00                 | 7.60         | 4.00             | 45.80        |
|            | Jeanette Brakewell | Over To You       | Royaume-Uni | 45.20           | 0.00                 | 2.80         | 4.00             | 52.00        |
|            | Piia Pantsu        | Ypäjā Karuso      | Finlande    | 35.00           | 0.00                 | 9.60         | 8.00             | 52.60        |

| Classement | Cavaliers                                                    | Chevaux                                                         | Pays        | Total points |
| ---------- | ------------------------------------------------------------ | --------------------------------------------------------------- | ----------- | ------------ |
|            | John Williams Kimberly Vinoski David O'Connor Amy Tryon      | Carrick Winsome Adante Giltedge Poggio II                       | États-Unis  | 175.40       |
|            | Cédric Lyard Jean Teulère Jean-Luc Force Didier Courrèges    | Fine Merveille Espoir de la Mare Crocus Jacob Free Style ENE HN | France      | 192.40       |
|            | Jeanette Brakewell Pippa Funnell William Fox-Pitt Leslie Law | Over To You Supreme Rock Tamarillo Shear H20                    | Royaume-Uni | 199.00       |

### Dressage
| Classement | Cavalier             | Cheval     | Pays      | Note Finale |
| ---------- | -------------------- | ---------- | --------- | ----------- |
|            | Nadine Capellmann    | Farbenfroh | Allemagne | 237.51      |
|            | Beatriz Ferrer-Salat | Beauvalais | Espagne   | 234.38      |
|            | Ulla Salzgeber       | Rusty 47   | Allemagne | 233.54      |

| Classement | Cavaliers                                                                                | Chevaux                                     | Pays       | Note Totale |
| ---------- | ---------------------------------------------------------------------------------------- | ------------------------------------------- | ---------- | ----------- |
|            | Nadine Capellmann Ulla Salzgeber Klaus Husenbeth Ann-Kathrin Linsenhoff                  | Farbenfroh Rusty 47 Piccolino Renoir-Unicef | Allemagne  | 5642        |
|            | Deborah McDonald Lisa Wilcox Susan Blinks Guenter Seidel                                 | Brentina Relevant Flim Flam Nikolaus 7      | États-Unis | 5527        |
|            | Beatriz Ferrer-Salat Rafael Soto Andrade Juan Antonio Jimenz Cobo Ignacio Rambla Algarin | Beauvalais Invasor Guizo Granadero          | Espagne    | 5403        |

### Endurance
- 150 chevaux au départ de 36 pays, 64 chevaux franchiront la ligne d'arrivée.

| Classement | Cavalier                  | Cheval              | Pays                | Temps           | Vitesse moyenne |
| ---------- | ------------------------- | ------------------- | ------------------- | --------------- | --------------- |
|            | Ahmed bin Mohd al Maktoum | Bowman              | Émirats arabes unis | 9 h 19 min 29 s | 17,19 km/h      |
|            | Antonio Rosi              | Alex Raggio di Sole | Italie              | 9 h 35 min 23 s | 16,72 km/h      |
|            | Sunny Demedy              | Fifi du Bagnas      | France              | 9 h 38 min 47 s | 16,62 km/h      |

| Classement | Cavaliers                                                                        | Chevaux                                                     | Pays      | Temps Total      |
| ---------- | -------------------------------------------------------------------------------- | ----------------------------------------------------------- | --------- | ---------------- |
|            | Emmanuelle Bellefroid Jean-Philippe Frances Sunny Demedy Maya Killa Perringerard | Antinea de Nau Djellab*HN Fifi du Bagnas Varoussa           | France    | 30 h 37 min 01 s |
|            | Roberto Busi Antonio Rosi Fausto Fiorucci Mario Cutolo                           | Al Jasir Alex Raggio di Sole Faris Jabar Zyad el Asil       | Italie    | 31 h 05 min 52 s |
|            | Kristie McGaffin Penelope Toft Margaret Wade Susan Crockett                      | Castelbar Macleod Bremervale Justice Castelbar Treaty Jonah | Australie | 32 h 57 min 47 s |

### Reining
| Classement | Cavalier        | Cheval               | Pays       | Total Points |
| ---------- | --------------- | -------------------- | ---------- | ------------ |
|            | Tom McCutcheon  | Gunners Special Nite | États-Unis | 228.00       |
|            | Craig Schmersal | Mister Montana Nic   | États-Unis | 223.00       |
|            | Duane Latimer   | Dun Playin Tag       | Canada     | 222.50       |

| Classement | Cavaliers                                                        | Chevaux                                                                     | Pays       | Total Points |
| ---------- | ---------------------------------------------------------------- | --------------------------------------------------------------------------- | ---------- | ------------ |
|            | Shawn Flarida Tom McCutcheon Craig Schmersal Scott McCutcheon    | San Jo Freckless Conquistador Whiz Tidal Wave Jack Inwhizable               | États-Unis | 657,5 pts    |
|            | François Gauthier Jason Grimshaw Shawna Sapergia Patrice St-Onge | Ghost Buster Baby Listo Pollito Lena Pretty Much Eagle Slip Me Another Kiss | Canada     | 650,0 pts    |
|            | Dario Carmignani Adriano Meacci Nic Cordioli Marco Manzi         | Frozen Sailor Jodi Tamara RS Little Red Jaba Spanish Snapper                | Italie     | 646,0 pts    |

### Saut d'obstacles
| Classement | Cavalier        | Pays       | Fein Cera | Dollar du Mûrier | Liscalgot | Utfors Mynta | Total points |
| ---------- | --------------- | ---------- | --------- | ---------------- | --------- | ------------ | ------------ |
|            | Dermott Lennon  | Irlande    | 0         | 0                | 0         | 4            | 4            |
|            | Éric Navet      | France     | ?         | 0                | ?         | ?            | 8            |
|            | Peter Wylde     | États-Unis | ?         | ?                | ?         | ?            | 12           |
| 4e         | Helena Lundbäck | Suède      | ?         | ?                | ?         | ?            | 21           |

La finale tournante regroupe les 4 meilleurs cavaliers et chevaux de la compétition. Chaque cavalier monte tour à tour les quatre chevaux sur un parcours. En cas d'égalité du nombre de points un barrage avec chronomètre est organisé pour déterminer le vainqueur.
| Classement | Cavaliers                                                          | Chevaux                                                             | Pays     | Total Points |
| ---------- | ------------------------------------------------------------------ | ------------------------------------------------------------------- | -------- | ------------ |
|            | Éric Levallois Éric Navet Gilles Bertrán de Balanda Reynald Angot  | Diamant de Semilly Ecolit Dollar du Mûrier Crocus Graverie Tialoc M | France   | 13,22        |
|            | Malin Baryard Helena Lundbäck Royne Zetterman Peter Eriksson       | H&M Butterly Flip Utfors Mynta Richmont Park VDL Cardento 933       | Suède    | 21,02        |
|            | Jos Lansink Peter Postelmans Stanny Van Paesschen Philippe Lejeune | AK Caridor Z Oleander O de Pomme Nabab de Rêve                      | Belgique | 22,68        |

### Voltige
- 30 voltigeurs de 16 pays ont participé :

| Classement | Voltigeur     | Longeur              | Cheval             | Pays       | Note Finale |
| ---------- | ------------- | -------------------- | ------------------ | ---------- | ----------- |
|            | Matthias Lang | Marina Dupon Joosten | Farceur Breceen*HN | France     | 8,973       |
|            | Gero Meyer    | Kirsten Graf         | Kolumbus           | Allemagne  | 8,771       |
|            | Devon Maitozo | Petra Reichelt       | Abu Dhabi 2        | États-Unis | 8,612       |

- 47 voltigeuses de 19 pays ont participé :

| Classement | Voltigeuse     | Longeur         | Cheval               | Pays      | Note Finale |
| ---------- | -------------- | --------------- | -------------------- | --------- | ----------- |
|            | Nadia Zülow    | Agnes Werhahm   | Rubins Universe      | Allemagne | 8,835       |
|            | Rikke Laumann  | Johnny Fiskbaek | Milano               | Danemark  | 8,555       |
|            | Ines Jückstock | Ruth Jückstock  | Dallmers Little Foot | Allemagne | 8,450       |

- 14 équipes participantes

| Classement | Longeur            | Cheval   | Pays      | Note Finale |
| ---------- | ------------------ | -------- | --------- | ----------- |
|            | Hanne Strübel      | Wanderer | Allemagne | 8,199       |
|            | Annemarie Gebs jun | Le Grand | Suisse    | 8,042       |
|            | Johnny Fiskbaek    | Galestro | Suède     | 7,821       |